# Thimert-Gâtelles
Thimert-Gâtelles è un comune francese di 1 151 abitanti situato nel dipartimento dell'Eure-et-Loir nella regione del Centro-Valle della Loira.

## Società

### Evoluzione demografica
Abitanti censiti